# Saint-Germain-sur-Sèves
Saint-Germain-sur-Sèves – miejscowość i gmina we Francji, w regionie Normandia, w departamencie Manche.
Według danych na rok 1990 gminę zamieszkiwało 221 osób, a gęstość zaludnienia wynosiła 27 osób/km² (wśród 1815 gmin Dolnej Normandii Saint-Germain-sur-Sèves plasuje się na 667. miejscu pod względem liczby ludności, natomiast pod względem powierzchni na miejscu 635.).